# Rodney Mullen
Rodney Mullen (født 17. august 1966 i Gainesville, Florida, USA) er en amerikansk skateboarder, entreprenør og foredragsholder. Rodney Mullen har især gjort sig gældende inden for disciplinen freestyle, hvor han har opfundet en lang række tricks som fx kickflip, heelflip og 360 flip, som i dag bliver udført af street-skatere over hele verden. Mullen blev allerede sponsoreret som 12-årig og vandt sit første verdensmesterskab som kun 14-årig i 1980. Mullens innovative tilgang til skateboarding gjorde, at han i løbet af 1980'erne var fuldstændig dominerende inden for freestyle, hvor han vandt 34 ud af 35 konkurrencer.